# Miss Slovenije 2013
Miss Slovenije 2013 je bilo lepotno tekmovanje, ki je potekalo 4. julija 2013 v Marmorni dvorani Gospodarskega razstavišča v Ljubljani.
Organizirala sta ga zakonca Jelka in Igor Šajn. Voditeljica je bila Jerneja Podbevšek Zhembrovskyy.
Bilo je 14 finalistk, izbranih na 15 predtekmovanjih in 2 polfinalih, ter 7 superfinalistk. Miss osebnosti so izbrali spletni glasovalci. TV3 Medias je predvajal posnetek prireditve.

## Finale

### Uvrstitve
- Zmagovalka in miss osebnosti Maja Cotič, 24 let, študentka, Miren
- 1. spremljevalka in miss talent Laura Škvorc
- 2. spremljevalka in miss fotogeničnosti Eva Matijašević

Vir

### Glasbeniki
Nastopili so California, Damiano Roi, Nuša Derenda, Kingston in Pero Lovšin.

### Žirija
Sestavljali so jo Nives Orešnik (miss Slovenije 2012), Damjan Damjanovič (direktor Slovenske filharmonije), Iris Mulej (miss Slovenije 2006), Siniša Glumičić (hrvaški lepotni kirurg), Angelca Likovič in Iztok Bricl (direktor Gospodarskega razstavišča).

### Kritike prireditve
Tekmovanje je izgubljalo ugled zaradi preteklih zapletov in odhoda sponzorjev. Precej finalistk je bilo že na drugih lepotnih tekmovanj.

### Sodelavci
Stilistka je bila Jerneja Podbevšek Zhembrovskyy. Obleke je ustvarila Irena Rugel Krajcer.

## Miss sveta 2013
Svetovni izbor je bil 28. septembra v Džakarti. Cotičeva se je tam predstavila v obleki Jerneje P. Zhembrovskyy.